# Jorge Soto (Radsportler)

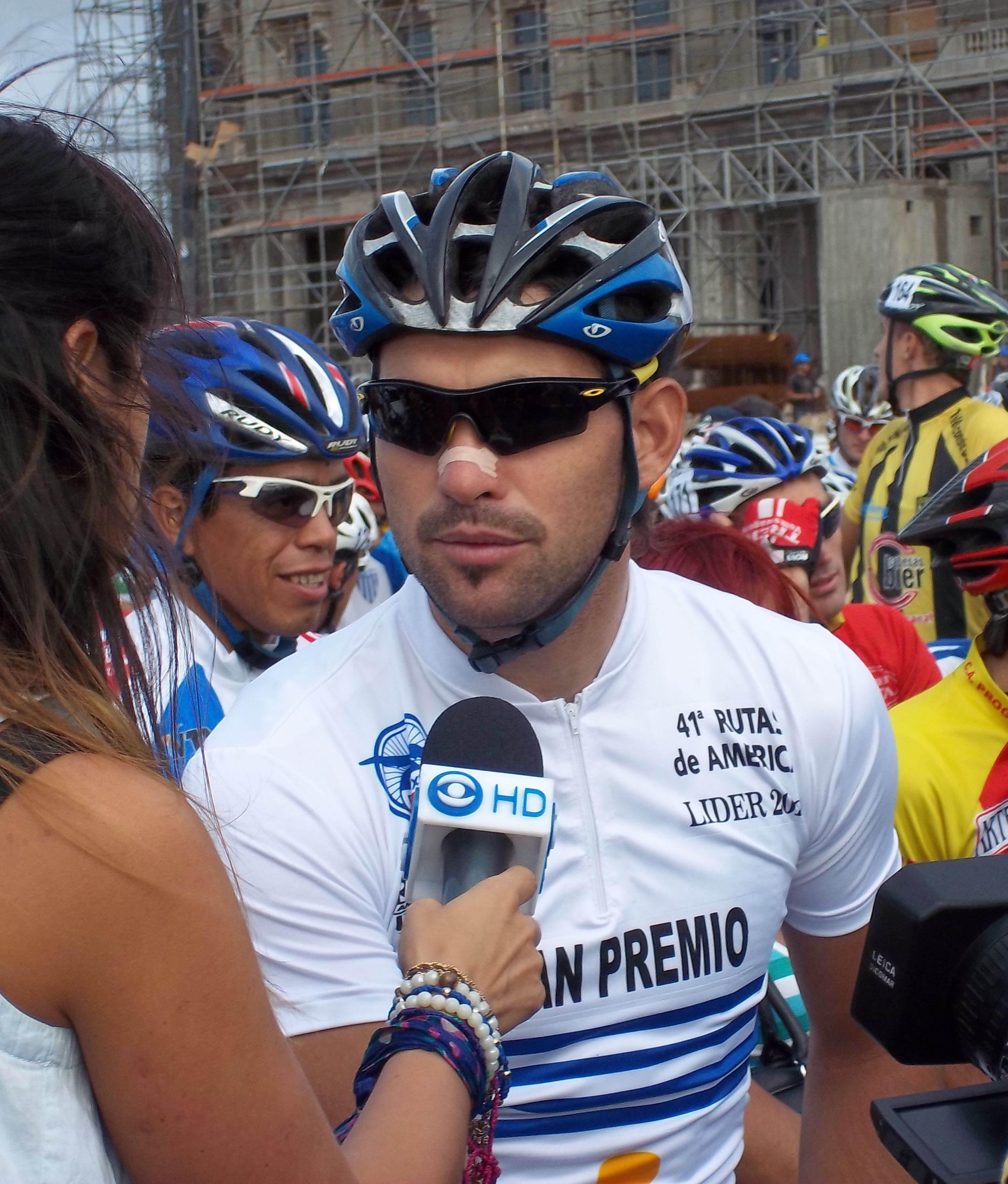
Jorge Soto bei der Rutas de América 2012

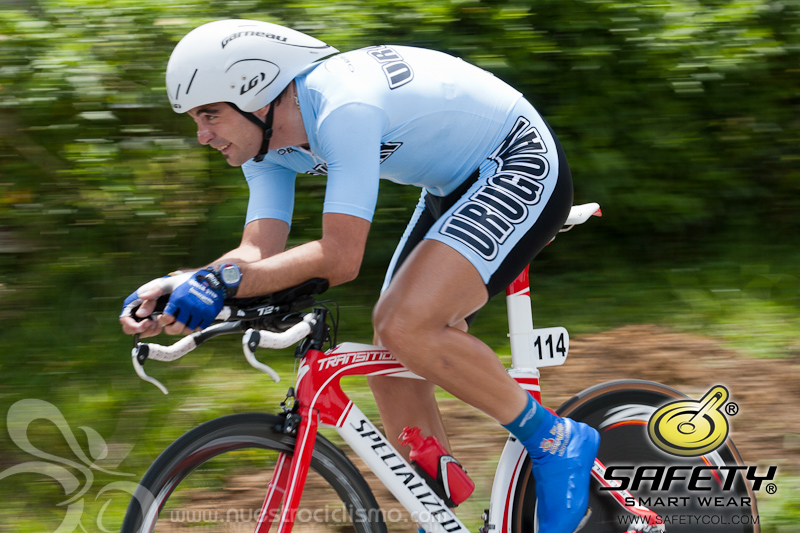
Jorge Soto bei der Panamerikameisterschaft 2011

Jorge Adelbio Soto Pereira (* 8. August 1986 in Salto) ist ein uruguayischer Straßenradrennfahrer.
Der 1,87 Meter große Soto, dessen Eltern Jorge und Ema zwei weitere Söhne namens Juan Manuel und César haben, nahm erstmals im Alter von 16 Jahren mit der uruguayischen Nationalmannschaft in Chile an einem Wettkampf im Ausland teil. Soto startete als 18-Jähriger zunächst für das Radsportteam von Salto Nuevo.
Im Jahr 2005 schloss er sich der Mannschaft von Villa Teresa an und siegte bei einem Teilstück des Etappenrennens Rutas de América. Bei der Panamerikameisterschaft desselben Jahres gewann er in Mar del Plata jeweils die Silbermedaille im Einzelzeitfahren und im Straßenrennen der U23-Klasse. Der nun als uruguayische Olympiahoffnung geltende Soto erhielt in der Folge ein Trainings-Stipendium für das Centre Mondial du Cyclisme (CMC) der UCI in der Schweiz. Dort dehnte er den ursprünglich nur für einen Monat geplanten Aufenthalt auf über ein Jahr aus.
2006 schloss er sich dann dem Club Ciclista Fénix an, wechselte aber noch im selben Jahr zu Champagnat, wo er bis 2007 unter Vertrag stand. Er startete bei der Straßenrad-Weltmeisterschaft 2006 in Salzburg in der U23-Klasse. Im Zeitfahren belegte er dort den 55. Platz, das Straßenrennen konnte er nicht beenden.
In der Saison 2008, mittlerweile in Reihen des Teams von Villa Teresa fahrend, konnte Soto einen Etappensieg bei der Vuelta Ciclista del Uruguay verbuchen und gewann die Bronzemedaille im U23-Zeitfahren der Panamerikameisterschaft. 2009 war der aus Salto stammende Soto erneut bei zwei Etappen der Vuelta Ciclista del Uruguay als Tagessieger erfolgreich und nahm zudem mit der uruguayischen Nationalmannschaft am Panamericano de Montevideo teil. Infolge eines finanziell besser dotierten Angebots wechselte er sodann 2010 zu Porongos. Für dieses Team an den Start gehend, wurde er sodann 2010 zunächst uruguayischer Straßen-Meister vor Mario Sasso und seinem Team-Kollegen Gabriel Richard. Rund einen Monat später sicherte er sich auch den uruguayischen Meistertitel im Zeitfahren, als er sich unter anderem gegen die die weiteren Podiumsplätze belegenden Mariano De Fino (Villa Teresa de Montevideo) und Richard Mascarañas (Alas Rojas de Santa Lucía) durchsetzte. 2011 entschied er, begleitet von einem Etappensieg, die Gesamtwertung der Rutas de América zu seinen Gunsten. Auch 2012 war er bei dieser Veranstaltung erfolgreich, als der Porongos-Fahrer zunächst auf der zweiten Etappe als Erster durchs Ziel fuhr und schließlich abermals im Abschlussklassement die Rundfahrt zu seinen Gunsten entschied.
Soto gehörte dem uruguayischen Aufgebot für die Olympischen Sommerspiele 2012 an. Dort nahm er am Straßenrennen teil, musste jedoch nach einem Sturz das Rennen aufgeben.

## Erfolge
2005
- eine Etappe Rutas de América

2008
- eine Etappe Vuelta Ciclista del Uruguay

2009
- Mannschaftszeitfahren Rutas de América
- zwei Etappen Vuelta Ciclista del Uruguay

2010
- eine Etappe Rutas de América
- eine Etappe Vuelta del Paraguay
- Uruguayischer Meister – Straßenrennen und Einzelzeitfahren

2011
- Gesamtwertung und eine Etappe Rutas de América

2012
- Uruguayischer Meister – Einzelzeitfahren
- Gesamtwertung und eine Etappe Rutas de América

2013
- Uruguayischer Meister – Einzelzeitfahren

## Privates
Soto ist mit Luciana Gonzalez verheiratet.